# Ceratophrys calcarata
Ceratophrys calcarata o sapo cornudo es una especie de anfibio de la familia Ceratophryidae. Mide 7,5 cm.
Es endémica de la vertiente caribeña de Colombia y oeste de Venezuela, en altitudes inferiores a 500 m.
Es de hábitos nocturnos.

## Amenazas
Podría verse afectado por las sequías, y el comercio nacional e internacional de mascotas podría tener un impacto local. Agricultura y pastoreo de ganado en la parte oriental de su área de distribución también podrían afectarlo.